# Berijew Be-103
Die Berijew Be-103 Bekas (russisch Бериев Бе-103 Бекас) ist ein Amphibienflugzeug des russischen Herstellers Berijew. Es handelt sich um einen für Wasserflugzeuge eher ungewöhnlichen freitragenden Tiefdecker, der auf Rumpf und Tragflächen schwimmt. Es ergibt sich ein sehr elegantes Erscheinungsbild, das erst auf den zweiten Blick als Wasserflugzeug zu erkennen ist, da auf die sonst notwendigen Schwimmer verzichtet werden konnte.

## Geschichte
Der Erstflug fand am 15. Juli 1997 statt. Der erste Prototyp verunglückte am 18. August 1997 kurz vor der MAKS 97. Das Flugzeug wurde zerstört und der Pilot getötet. Der zweite Prototyp hatte seinen Erstflug am 24. September 1998.
Während der Erprobung wurde der Bugbereich geändert und die Flügelaußenteile erhielten feste Vorflügel.

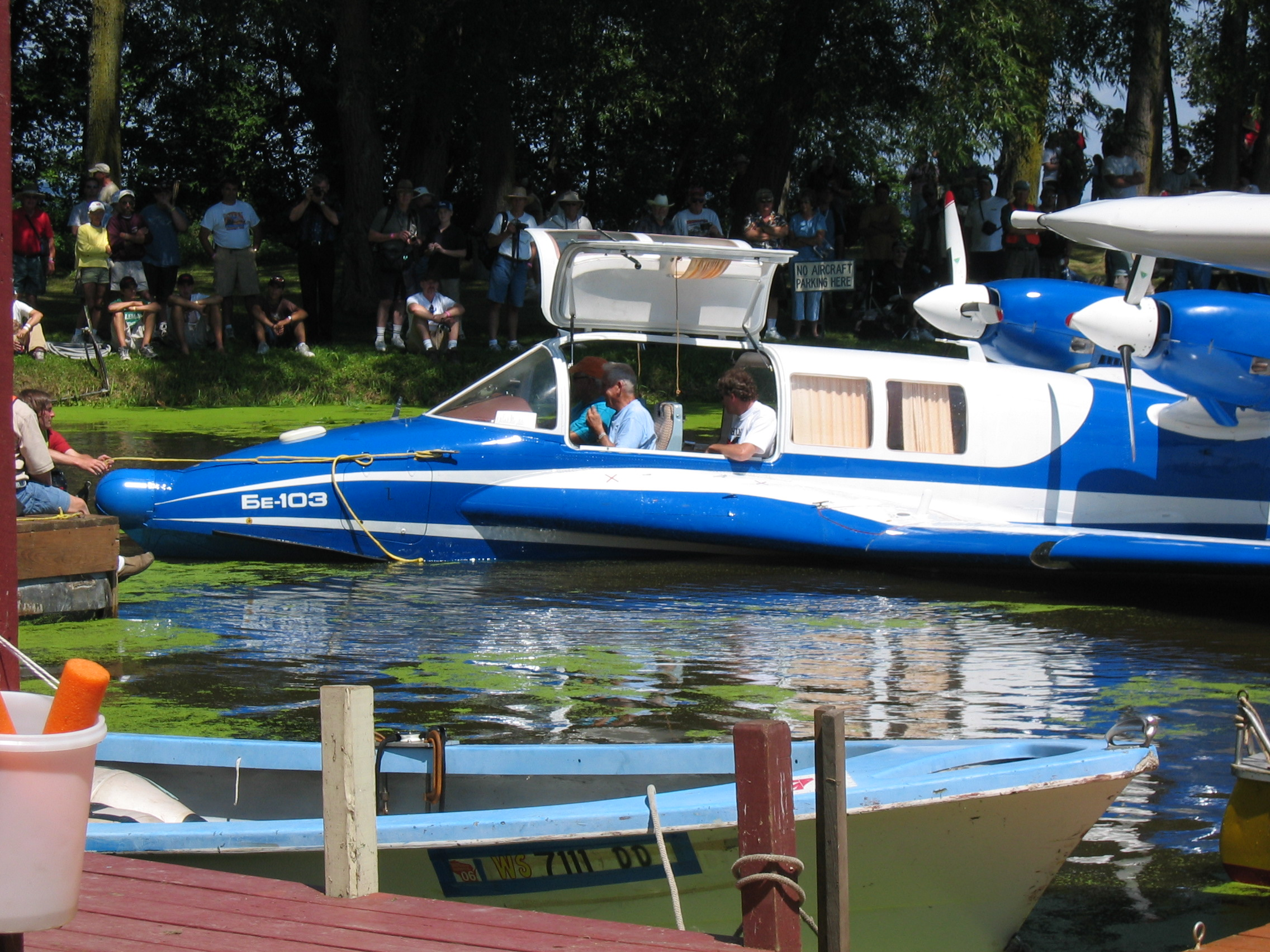
Berijew Be-103 wassert bei der EAA Convention Oshkosh 2004

Während des Manövrierens im Wasser liegt das Tragwerk der Maschine teilweise im Wasser und führt zu entsprechend hoher Stabilität. Für Start und Landung wird der Bodeneffekt ausgenutzt, um die Geschwindigkeit in erträglichen Grenzen zu halten, da das Flugzeug über keine Landeklappen verfügt. Durch die Form der Tragflächen ergibt sich jedoch ein problematisches Überziehverhalten. Der Bootsrumpf verfügt über eine Stufe. Die Seeeigenschaften eignen sich nur für ruhigere Binnengewässer. Für den Einsatz auf Land verfügt die Maschine über ein einziehbares Bugradfahrwerk. Die Triebwerke befinden sich gut geschützt vor Wassereinwirkung im hinteren Teil der Maschine weit oberhalb der Wasserlinie. Sie treiben dreiblättrige MT-Verstellpropeller an, die eine Schubumkehr ermöglichen. Die Kabine kann leicht von Fracht- auf Passagiertransport umgebaut werden. Als Avionik kann sowohl russische als auch internationale Technik eingebaut werden. Auch der Einbau eines Wetterradars ist möglich.
Berijew erwartete im Jahr 1998 einen weltweiten Bedarf an einem solchen Amphibium von insgesamt 800 Einheiten bis 2015. Da ein Hauptmarkt in den ehemaligen sowjetischen Republiken vermutet wurde, war in Erwägung gezogen worden, speziell für diesen Markt eine preisgünstige Variante mit einem inländischen Motor anzubieten.
Nach 300 Testflügen wurde die Zulassung nach AP-23- und FAR-23-Standards im Januar 2002 erteilt.
Vorgesehener Einsatzzweck sind neben dem Fracht- und Passagiertransport auch der Flying-Doctor-Service, das Erstellen von Luftaufnahmen, Patrouillenflüge, der SAR-Einsatz und die Pilotenausbildung.
Bis 2012 sollte gemäß Angaben aus dem Jahr 2010 zusätzlich eine achtsitzige Variante entwickelt werden.
Neben der Dornier Seastar ist die Be-103 das einzige derzeit produzierte zweimotorige Amphibienflugzeug.

## Technische Daten
| Kenngröße                                 | Daten                                                                      |
| ----------------------------------------- | -------------------------------------------------------------------------- |
| Besatzung                                 | 1                                                                          |
| Passagiere                                | 5 (oder 2 und 400 kg Fracht)                                               |
| Länge                                     | 10,65 m                                                                    |
| Spannweite                                | 12,72 m                                                                    |
| Höhe                                      | 3,72 m                                                                     |
| Flügelfläche                              | 25,1 m²                                                                    |
| Leermasse                                 | 1760 kg                                                                    |
| Startmasse                                | max. 2270 kg                                                               |
| Höchstgeschwindigkeit                     | 250 km/h in 2000 m Höhe                                                    |
| Reisegeschwindigkeit                      | 220 km/h                                                                   |
| Startgeschwindigkeit                      | Land: 134 km/h Wasser: 144 km/h                                            |
| Landegeschwindigkeit                      | 130 km/h                                                                   |
| Überziehgeschwindigkeit                   | 109 km/h                                                                   |
| Startrollstrecke                          | Land: 555 m Wasser: 300 m                                                  |
| Landerollstrecke                          | Land: 315 m Wasser: 450 m                                                  |
| Dienstgipfelhöhe                          | 3000 m                                                                     |
| Reichweite mit maximaler Zuladung         | 590 km                                                                     |
| Reichweite mit maximalem Treibstoff       | 1280 km                                                                    |
| Steiggeschwindigkeit                      | 5,2 m/s in Bodennähe                                                       |
| Kabinenlänge                              | 3,65 m                                                                     |
| Kabinenhöhe                               | 1,23 m                                                                     |
| Kabinenbreite                             | 1,25 m                                                                     |
| Fassungsvermögen des Gepäckraumes         | 1,33 m³                                                                    |
| maximale Wellenhöhe                       | 0,5 m                                                                      |
| Lebensdauer der Zelle                     | 15.000 h                                                                   |
| Kraftstoffverbrauch Reiseflug             | 44 kg/h                                                                    |
| Kraftstoffverbrauch Höchstgeschwindigkeit | 58 kg/h                                                                    |
| Kraftstoffverbrauch Start                 | 90 kg/h                                                                    |
| Triebwerke                                | 2 × 6-Zylinder-Boxermotor Teledyne Continental TCM IO-360ES4 mit je 155 kW |